# أليكس كيلنر
أليكس كيلنر (بالإنجليزية: Alex Kellner)‏ هو لاعب كرة قاعدة أمريكي، ولد في 26 أغسطس 1924 في توسان في الولايات المتحدة، وتوفي بنفس المكان في 3 مايو 1996.

## وصلات خارجية
- أليكس كيلنر على موقع جمعية أبحاث البيسبول الأمريكية (الإنجليزية)